# سفارة فرنسا في اليابان
سفارة فرنسا في اليابان هي أرفع تمثيل دبلوماسي لدولة فرنسا لدى اليابان. تقع السفارة في طوكيو وهي تهدف لتعزيز المصالح الفرنسية في اليابان.

## وصلات خارجية
- الموقع الرسمي
- قائمة سفارات فرنسا
- قائمة السفارات في اليابان